# Pero de Magalhães Gândavo
Pero de Magalhães Gândavo (Braga, c. 1540 – c. 1580) fue un historiador y cronista portugués. 

## Vida
Era hijo de padres originarios de la ciudad flamenca de Gante, de ahí su apodo Gândavo. Nació en Braga en una fecha desconocida, probablemente en torno a 1540. Fue profesor de latín y portugués en el norte de Portugal. 

## Obras
Autor del famoso libro Historia de la Provincia de Santa Cruz que comúnmente llamamos Brasil, publicado en Lisboa por António Gonçalves (1576), que habla de una serie de cuestiones locales, como los animales, que eran en gran parte desconocidos para los europeos: el oso hormiguero, el armadillo, un número de aves, insectos y peces exóticos se describen con admiración, asombro y extrañeza. Incluso llega a describir un monstruo marino que se supone que apareció en la capitanía de São Vicente y que fue matado por los portugueses de la ciudad. 
Las plantas de la colonia también merecen su atención. La que describe con más precisión es la yuca, marcando sus utilidades, así como las características de cada parte de la planta. 

Además de la flora y la fauna informa del descubrimiento de Brasil por Pedro Álvares Cabral, así como los inicios de la colonización, las tribus indígenas diferentes, y también describe las diversas capitanías en el que se divide el territorio brasileño. Traza, por último, una imagen de las posibilidades que esta tierra reservaba a los portugueses así como la inmensidad del territorio y de sus recursos económicos. 
Él escribió el "Tratado de la provincia de Brasil", conocido hoy en la edición de Manuel Pereira Filho, Río de Janeiro, el Instituto Nacional de Papel / MEC, 1965 historia redaccional de la "historia", citado anteriormente. 
Capistrano de Abreu dice que el proyecto de Gândavo era mostrar las riquezas de la tierra, los recursos naturales y sociales en esa zona, para conducir a personas pobres a venir y poblarla: Sus libros son una publicidad de la inmigración.
Gândavo fue también gramático y, junto a Belchior Rodrigues y João Ocanha, escribió las Regras que ensinam a maneira de escrever a orthographia da língua portuguesa (1574).